# Kelníky
Kelníky jsou obec v okrese Zlín ve Zlínském kraji. Žije zde 160 obyvatel.

## Název
Na vesnici bylo přeneseno původní označení jejích obyvatel kelníci (či Kelníci). Slovo kelník bylo buď obecné označení člověka s velkými kly (řezáky) nebo člověka, který opracovává (zvířecí) kly, nebo šlo o osobní jméno (Kelník) vzniklé z předchozího jako přezdívka. Význam místního jména pak byl buď "lidé s velkými zuby" nebo "lidé opracovávající kly" nebo "Kelníci (Kelníkova rodina)".

## Historie
První písemná zmínka o obci pochází z roku 1362. V Liber negotiorum je k roku 1372 zmíněna podoba názvu Colniczi.

## Obyvatelstvo
| Rok            | 1869 | 1880 | 1890 | 1900 | 1910 | 1921 | 1930 | 1950 | 1961 | 1970 | 1980 | 1991 | 2001 | 2011 | 2021 |
| -------------- | ---- | ---- | ---- | ---- | ---- | ---- | ---- | ---- | ---- | ---- | ---- | ---- | ---- | ---- | ---- |
| Počet obyvatel | 202  | 210  | 221  | 236  | 239  | 236  | 252  | 233  | 251  | 219  | 206  | 181  | 174  | 158  | 152  |
| Počet domů     | 45   | 44   | 48   | 44   | 45   | 44   | 48   | 48   | 49   | 49   | 47   | 56   | 50   | 55   | 57   |

## Obecní správa
V letech 1950–1976 spadaly Kelníky do okresu Uherské Hradiště, od 15. července 1976 jsou součástí okresu Zlín (od 15. července 1976 do 31. prosince 1989 okres Gottwaldov).

### Obecní symboly
Znak a vlajka byly obci uděleny rozhodnutím předsedy Poslanecké sněmovny Parlamentu České republiky dne 7. října 2003.

## Pamětihodnosti
- kaple svaté Zdislavy
- zvonička
- sušárna
- kamenné kříže